# Campionati mondiali di sollevamento pesi 1908
I Campionati mondiali di sollevamento pesi 1908, 11ª edizione della manifestazione, si svolsero a Vienna tra l'8 e il 9 dicembre 1908.

## Titoli in palio
Le categorie diminuiscono a due: medi e massimi.
| Categoria    | Eventi      |
| ------------ | ----------- |
| Pesi medi    | 80 kg       |
| Pesi massimi | Oltre 80 kg |

## Risultati
Ai campionati parteciparono ventitré atleti rappresentanti di due nazioni. L'Austria si aggiudicò tutti i posti sul podio.
| Evento      | Oro          | Argento          | Bronzo            |
| ----------- | ------------ | ---------------- | ----------------- |
| 80 kg       | Johann Eibel | Anton Nejedlik   | Johann Staudinger |
| Oltre 80 kg | Josef Grafl  | Berthold Tandler | Edmund Danzer     |

## Medagliere
| Posiz. | Nazione | Oro | Argento | Bronzo | Totale |
| ------ | ------- | --- | ------- | ------ | ------ |
| 1      | Austria | 2   | 2       | 2      | 6      |
| Totale | Totale  | 2   | 2       | 2      | 6      |